# Gutomo
Gutomo is een bestuurslaag in het regentschap Pekalongan van de provincie Midden-Java, Indonesië. Gutomo telt 2095 inwoners (volkstelling 2010).